# Stephan Schleim
Stephan Schleim (* 8. März 1980 in Wiesbaden) ist ein deutscher Philosoph und Psychologe. Er ist Assoziierter Professor für Theorie und Geschichte der Psychologie an der niederländischen Universität Groningen. Seine Spezialgebiete sind die Theorie und praktische Anwendungen der Psychologie und Neurowissenschaften. In seiner Forschung zur Wissenschaftskommunikation untersucht er, wie Darstellungen der Hirnforschung akademische und gesellschaftliche Debatten beeinflussen (z. B. in der Neuroethik oder dem Neurorecht).

## Leben
Stephan Schleim studierte von 2000 bis 2005 Philosophie, Informatik, Psychologie und Volkswirtschaftslehre an den Universitäten Mainz und Frankfurt am Main. Für die Anfertigung seiner Magisterarbeit über das Problem der mentalen Verursachung erhielt er ein Förderstipendium des Senats der Universität Mainz.
Nach Aufenthalten am Max-Planck-Institut für Hirnforschung und am California Institute of Technology begann Stephan Schleim seine Forschung zur Neurowissenschaft der Moral im Labor von Henrik Walter an den Universitätskliniken in Frankfurt und Bonn. Seine empirische sowie philosophische Doktorarbeit mit dem Titel Norms and the brain: an investigation into the neuroscience of ethical decisions and the ethics of neuroscience (Dissertation#Kumulative Dissertation) wurde 2009 vom Fachbereich Humanwissenschaften der Universität Osnabrück angenommen und 2010 mit dem Dissertationspreis der Barbara-Wengeler-Stiftung ausgezeichnet.
Anschließend ging er an die Universität Groningen in den Niederlanden, wo er zuerst als Postdoc und seit 2010 als Assistant Professor für Theorie und Geschichte der Psychologie am Gerard Heymans-Institut für Psychologie angestellt ist. Im Wintersemester 2012/2013 vertrat er die neu geschaffene Professur für Neurophilosophie an der Universität München. Er unterrichtet universitäre sowie populärwissenschaftliche Kurse im Bereich der Philosophie, Psychologie, Neuroethik, Neurorecht und Wissenschaftstheorie.
Seit 2005 schreibt Stephan Schleim populärwissenschaftliche Texte, vor allem über Fortschritte und Entdeckungen in den Neurowissenschaften. Unter anderem veröffentlichte er in c’t, Gehirn&Geist, Psychologie Heute, Spektrum der Wissenschaft, Technology Review und Telepolis. 2007 wurde er Blogger des Blogportals SciLogs des Spektrum Verlags; in seinem Blog Menschen-Bilder schreibt er seitdem über Philosophie, Psychologie und Hirnforschung. Ab 2012 war er mit dem Blog Psychophilosophy auch bei den englischsprachigen SciLogs vertreten.
2021 erschien das Buch Gehirn, Psyche und Gesellschaft, das er aus vergangenen Beiträgen seines Blogs zusammengestellt hatte, um einen kritischen Blick auf Psychologie, Psychiatrie und Neurowissenschaften zu werfen.
Sein 2023 erschienenes Buch Wissenschaft und Willensfreiheit: Was Max Planck und andere Forschende herausfanden wurde in Psychologie Heute als "verständliche Darstellung der spannungsvollen Diskussion" gelobt. Über sein 2023 erschienenes englischsprachiges Buch Mental Health and Enhancement: Substance Use and Its Social Implications zog der Jurist und Kriminologe Stephan Quensel das Fazit, die "gut verständliche Schrift, die zudem im Open Source zugänglich ist, bietet […] eine gute und kritische Einführung in die aktuell noch allzu psychiatrisch/strafrechtlich infizierte Drogenpolitik."

## Publikationen
- Gedankenlesen: Pionierarbeit der Hirnforschung. Heise, Hannover 2008, ISBN 978-3-936931-48-8.
- Stephan Schleim, Tade M. Spranger, Henrik Walter (Hrsg.): Von der Neuroethik zum Neurorecht? Vandenhoeck & Ruprecht, Göttingen 2009, ISBN 978-3-525-40414-0.
- Norms and the brain: an investigation into the neuroscience of ethical decisions and the ethics of neuroscience. Dissertation. Osnabrück 2009. (online; PDF; 416 kB)
- Wolfgang Alt, Ulrich Eibach, Volker Herzog, Stephan Schleim, Gunter Schütz: Lebensentstehung und künstliches Leben. Graue Edition, Dietzenbach 2010, ISBN 978-3-906336-56-5.
- Die Neurogesellschaft: Wie die Hirnforschung Recht und Moral herausfordert. Heise, Hannover 2012, ISBN 978-3-936931-67-9.
- Was sind psychische Störungen? Grundlagenfragen, gesellschaftliche Herausforderungen, Alternativen zur Biologie. Heise, Hannover 2018, ISBN 978-3-95788-170-0.
- Psyche & psychische Gesundheit: Philosophen, Psychologen und Psychiater im Gespräch. Heise, Hannover 2020, ISBN 978-3-95788-230-1.
- Gehirn, Psyche und Gesellschaft: Schlaglichter aus den Wissenschaften vom Menschen. Springer, Heidelberg 2021, ISBN 978-3-662-62228-5.
- Wissenschaft und Willensfreiheit: Was Max Planck und andere Forschende herausfanden. Springer, Heidelberg 2023, ISBN 978-3-662-66322-6.
- Mental Health and Enhancement: Substance Use and Its Social Implications. Palgrave Macmillan, Cham 2023, ISBN 978-3-031-32617-2.
- Die Cannabis-Protokolle: Medizin, Politik und Wissenschaft auf dem Prüfstand. Selbstverlag, Amersfoort 2024, ISBN 978-9-083-42940-3.
- Science and Free Will: Neurophilosophical Controversies and What It Means to Be Human. Springer, Berlin 2024, ISBN 978-3-662-69452-7.

## Belege
1. ↑  dr. S. (Stephan) Schleim, MA - How to find us - About us - University of Groningen. In: www.rug.nl.
2. ↑  Pressemeldung. Archiviert vom Original am 25. März 2014; abgerufen am 30. Oktober 2012.
3. ↑  philosophie.uni-muenchen.de. Archiviert vom Original am 1. Juli 2013; abgerufen am 15. Januar 2022.  Info: Der Archivlink wurde automatisch eingesetzt und noch nicht geprüft. Bitte prüfe Original- und Archivlink gemäß Anleitung und entferne dann diesen Hinweis.
4. ↑  Siehe Blogs in den Weblinks.
5. ↑  Frankfurter Allgemeine Zeitung, 25. Juni 2021, Seite 10.
6. ↑  Psychologie Heute, 09/2023
7. ↑  socialnet Rezensionen Mental Health and Enhancement. Abgerufen am 5. März 2024.

| Personendaten    | Personendaten       |
| ---------------- | ------------------- |
| NAME             | Schleim, Stephan    |
| KURZBESCHREIBUNG | deutscher Philosoph |
| GEBURTSDATUM     | 8. März 1980        |
| GEBURTSORT       | Wiesbaden           |